# Les Senyories d'Aixa
La Senyoria era la casa del senyor de cada lloc. Al territori d'Aixa, les poblacions de Xaló, Alcalalí i Llíber i, també, l'actual partida de Benibrai tenien les seues respectives cases senyorials.

## Xaló

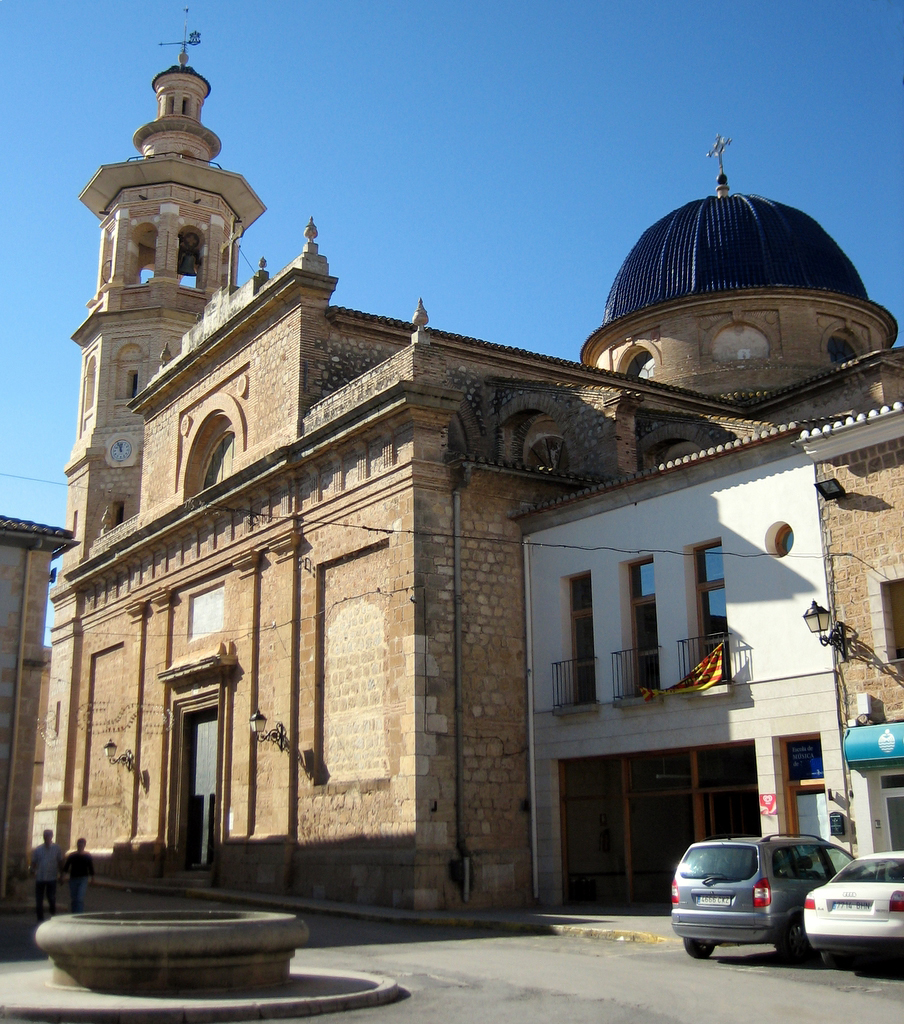
Església de Santa Maria de Xaló

Un document parroquial del 6 d'abril de l'any 1817 acredita l'existència d'una torre -hui, desapareguda- en la casa senyorial de Xaló. Però, aquesta no és l'única vegada que apareix mencionada la torre senyorial, ja anteriorment en la Carta Pobla de 1611 se n'hi feia esment en la Capitulació XVII, on s'establia l'obligació dels repobladors illencs de "guardar la casa y torre del senyor y fer sentinela francament, sens paga ni renumeració alguna".

En una llicència concedida per l'Arquebisbat de València el dia 3 de setembre de 1820, la Senyoria rep la denominació de Casa-Palau. L'esmentada autorització permet que els actes de culte se celebren en aquest edifici mentre s'acaba de construir l'església de Santa Maria de Xaló. El Sagrari va ser instal·lat dins d'una habitació amb vistes a la Plaça Major. Per primera vegada en la seua història la Senyoria de Xaló adquiria funcions de temple catòlic.

## Benibrai
Cahat Benfade, musulmà de Xaló, amb ocasió d'una causa civil de mitjans del segle xv, va fer una declaració en què es manifestava d'aquesta manera:"... ab lo dit mossén Galceran Martorell anaren als lochs de Murta e Benibrafim (l'actual Benibrai), e quan foren a Benibrafim, a una muntanyeta que·y ha prop casa de senyor...". De les paraules de Cahat Benfade queden ben clares dues coses: primera, que Benibrai tenia en temps dels Martorell una casa senyorial pròpia que no es pot confondre amb la del Ràfol de Xaló, tot i que pertanyien a la mateixa família i, segona, que la Senyoria de Benibrai estava situada a prop d'una muntanyeta, de la que actualment s'ignora la localització.
Un document datat el 6 d'abril de 1442 fa referència a la casa de senyor de Benibrai, i un altre del 2 de maig del mateix any dona informació sobre l'existència d'una plaça davant d'aquesta casa principal que posseïa dues impressionants portes de fusta de pi en la seua façana. Al seu voltant, hi havia un grup de cases més modestes, entre les quals es trobava la d'Alí Maymó, quals en aquell temps exercia el càrrec d'alamí. Es tracta de dos documents públics de transcendental importància, perquè tradicionalment s'havia pensat que Benibrai era una alqueria menor dins de la Vall de Xaló.

## Llíber
Pel testimoni d'en Galceran Martorell, germà gran de l'escriptor Joanot Martorell, se sap que el lloc de Llíber també disposava de la seua pròpia casa de senyor, on servia una vassalla d'en Galceran que era filla d'un tal Azmet Patri. Aquesta serva va fugir de la Senyoria de Llíber, i en Galceran -com a legítim senyor d'ella- el dia 14 d'abril de 1447 va reclamar de la Governació de València que es decretara la seua crida i cerca.

## Alcalalí
La Senyoria d'Alcalalí és l'única del territori d'Aixa que conserva una torre annexa d'època medieval, i que s'ha convertit en un important reclam turístic d'ençà de la seua polèmica remodelació en la dècada dels noranta del segle passat.
La casa senyorial d'Alcalalí fou objecte d'un minuciós estudi per part de l'erudit J. Mestre Palacio en el seu llibre "Alcalalí", publicat l'any 1970.